# RS-84 (ロケットエンジン)
RS-84ロケットエンジンはロケットダイン社で開発が計画されたアメリカにとって初となる炭化水素を燃料とする再使用型二段燃焼サイクルの液体燃料ロケットエンジンである。対照的にソビエト連邦では1980年代に既にエネルギアロケット用として炭化水素燃料のRD-170再使用型エンジンを開発していた。コンステレーション計画に集中するため開発計画は2004年に中止された。当初の予定では2007年末に実物大の試験を実施する予定だった。

## 特徴
液体水素と比較して高密度の炭化水素を燃料とするのでタンクを小型化でき、比推力は低いが大推力を得られる。充填や取り扱いの容易な炭化水素を燃料とするので極低温を維持しなければならない液体水素よりも総合的な経費が大幅に削減できることが期待された。安全性と信頼性と運用費用の低廉化を両立するエンジンに仕上がる予定だった。